# Sandro Mareco
Sandro Mareco est un joueur d'échecs argentin né le 13 mai 1987 à Haedo (Buenos Aires).
Au 1er mai 2016, Sandro Mareco est le numéro un argentin avec un classement Elo de 2 610.

## Biographie et carrière
Grand maître international depuis 2010, Mareco a remporté le tournoi de Mar del Plata (open) en 2014, le championnat d'Argentine d'échecs 2015 et le championnat panaméricain en 2015. En février 2017, il remporte la coupe Marcel Duchamp à Montevideo avec 9 points sur 9.
En 2024 il remporte son deuxième championnat d'Argentine.

### Coupes du monde
Mareco a participé aux coupes du monde de 2011, 2013 (éliminé au premier tour), 2015 (éliminé au deuxième tour par Anton Kovalyov) et 2021.
Lors de la Coupe du monde d'échecs 2021, il battit le Jordanien Sami Khader au premier tour, puis perdit face au Péruvien Jorge Cori au deuxième tour. 

### Compétitions par équipe
Sandro Mareco a représenté l'Argentine lors de quatre olympiades : en 2012 (au quatrième échiquier), en 2014 (au deuxième échiquier), en 2016 (au deuxième échiquier) et au premier échiquier en 2018.